# رولت چینی
رولت چینی (آلمانی: Chinesisches Roulette) فیلمی در ژانر درام به کارگردانی راینر ورنر فاسبیندر است که در سال ۱۹۷۶ منتشر شد. از بازیگران آن می‌توان به آنا کارینا اشاره کرد.

## داستان
یک زوج به خیال دور بودن جفت خود با عاشقی که در خفا برای خود سالیان سال داشته‌اند در خانهٔ ویلایی شان قرار میگذارند، اما فکرش را هم نمی‌کردند که معشوقه‌های یکدیگر را آنجا ملاقات کنند.